# Dendropsophus branneri
Dendropsophus branneri es una especie de anfibio de la familia Hylidae. Es endémica de Brasil.
Sus hábitats naturales incluyen sabanas secas y húmedas, zonas secas de arbustos, praderas a baja altitud, marismas de agua dulce, corrientes intermitentes de agua y pastos.